# Lijst van oorlogsmonumenten in Maastricht
De Nederlandse gemeente Maastricht heeft 44 oorlogsmonumenten. Hieronder een overzicht.
| Nr.                             | Object                                                                                           | Herdachte groep                                                                            | Ontwerper                                                           | Onthulling        | Type                  | Locatie                                     | Plaats                         | Coördinaten                   | Foto                                                                                             |
| ------------------------------- | ------------------------------------------------------------------------------------------------ | ------------------------------------------------------------------------------------------ | ------------------------------------------------------------------- | ----------------- | --------------------- | ------------------------------------------- | ------------------------------ | ----------------------------- | ------------------------------------------------------------------------------------------------ |
| 369                             | Plaquette voor de Old Hickory Divisie (2)                                                        | algemeen, geallieerde militairen                                                           | Frans Gast (ontwerp), Firma Sillen en Co. (uitvoering)              |                   | plaquette             | Vrijthof, 6211 LC                           | Maastricht-centrum             | 50° 50' 59" NB, 5° 41' 14" OL | Meer afbeeldingen                                                                                |
| 462                             | Verzetsmonument                                                                                  | verzet Nederland                                                                           |                                                                     |                   | beeld/sculptuur       | Verzetstraat, 6227 BD                       | Maastricht-Heer                | 50° 50' 30" NB, 5° 43' 26" OL | Verzetsmonument                                                                                  |
| 663                             | Bevrijdingsmonument                                                                              | algemeen, geallieerde militairen                                                           | Appie Drielsma                                                      | 14 september 1994 | beeld/sculptuur       | Limburglaan                                 | Maastricht-Randwyck            | 50° 50' 10" NB, 5° 42' 11" OL | Meer afbeeldingen                                                                                |
| 933                             | Limburgs bevrijdingsmonument                                                                     | algemeen, geallieerde militairen, verzet Nederland                                         | Charles Eyck                                                        | 13 september 1952 | beeld/sculptuur       | Koningsplein, 6224 EB                       | Maastricht-Wyckerpoort         | 50° 50' 59" NB, 5° 42' 39" OL | Meer afbeeldingen                                                                                |
| 2198                            | Plaquette voor de Old Hickory Divisie (1)                                                        | algemeen, geallieerde militairen                                                           |                                                                     | 14 september 1969 | plaquette             |                                             | Maastricht                     | 50° 50' 59" NB, 5° 41' 14" OL | Plaquette voor de Old Hickory Divisie (1)                                                        |
| 2199                            | Gedenksteen in de stadswal                                                                       | algemeen                                                                                   |                                                                     | 31 oktober 1947   | gedenksteen           | Nieuwenhofstraat, 6211 CR                   | Maastricht-Jekerkwartier       | 50° 51' 3" NB, 5° 41' 28" OL  | Gedenksteen in de stadswal                                                                       |
| 2200                            | Beeldje Onze Lieve Vrouw van den Goeden Duik                                                     | vervolgden Nederland, verzet Nederland                                                     | Charles Vos                                                         |                   | reliëf                | Cortenstraat, 6211 HT                       | Maastricht-centrum             | 50° 50' 49" NB, 5° 41' 34" OL | Meer afbeeldingen                                                                                |
| 2201                            | Monument aan de Wycker Grachtstraat                                                              | algemeen, geallieerde militairen                                                           |                                                                     | 14 september 1953 | reliëf                | Wycker Grachtstraat, 6221 CT                | Maastricht-Wyck                | 50° 50' 56" NB, 5° 41' 58" OL |                                                                                                  |
| 2202                            | Monument bij de Sint-Servaasbasiliek                                                             | militairen 1940-45                                                                         |                                                                     | 1969              | reliëf                | Keizer Karelplein, 6211 TC                  | Maastricht-centrum             | 50° 50' 59" NB, 5° 41' 13" OL | Meer afbeeldingen                                                                                |
| 2203                            | De Oorlogsramp 1941-1942                                                                         | overig                                                                                     | Charles Vos                                                         | 22 juni 1947      | gedenksteen           | Gildenweg, 6214 SG                          | Maastricht-Mariaberg           | 50° 50' 41" NB, 5° 40' 37" OL | De Oorlogsramp 1941-1942                                                                         |
| 2204                            | Kruisbeeld                                                                                       | algemeen                                                                                   | Jean Weerts                                                         | 4 augustus 1940   | beeld/sculptuur       | Achter de Barakken, 6211 RZ                 | Maastricht-Boschstraatkwartier | 50° 51' 15" NB, 5° 41' 20" OL | Meer afbeeldingen                                                                                |
| 2205                            | Bevrijdingsboom                                                                                  | algemeen, geallieerde militairen                                                           |                                                                     | 14 september 1989 | boom                  | Old Hickoryplein, 6224 AP                   | Maastricht-Wyckerpoort         | 50° 51' 21" NB, 5° 42' 34" OL | Bevrijdingsboom                                                                                  |
| 2206                            | Prins Bernhardmonument                                                                           | overig                                                                                     | L. Reynen                                                           |                   | beeld/sculptuur       | Beeldsnijdersdreef, 6216 EA                 | Maastricht-Belfort             | 50° 50' 59" NB, 5° 39' 43" OL | Prins Bernhardmonument                                                                           |
| 2207                            | Monument aan de Willem Vliegenstraat                                                             | overig                                                                                     |                                                                     |                   | reliëf                | Willem Vliegenstraat, 6214 AS               | Maastricht-Mariaberg           | 50° 50' 48" NB, 5° 40' 40" OL | Monument aan de Willem Vliegenstraat                                                             |
| 2208                            | Monument op het Schildersplein                                                                   | burgerslachtoffers                                                                         | Jean Sondeijker                                                     | 30 december 1951  | beeld/sculptuur       | Schildersplein, 6221 XT                     | Maastricht-Sint Maartenspoort  | 50° 51' 20" NB, 5° 41' 59" OL | Monument op het Schildersplein                                                                   |
| 2209                            | Monument aan Achter de Barakken                                                                  | overig                                                                                     | Charles Eyck                                                        |                   | beeld/sculptuur       | Achter de Barakken, 6211 RZ                 | Maastricht-Boschstraatkwartier | 50° 51' 15" NB, 5° 41' 20" OL | Monument aan Achter de Barakken                                                                  |
| 2210                            | Monument in het Rijksbelastingkantoor                                                            | burgerslachtoffers                                                                         |                                                                     | 30 december 1947  | reliëf                | Terra Nigrastraat, 6216 BK                  | Maastricht-Pottenberg          | 50° 51' 6" NB, 5° 39' 39" OL  | Monument in het Rijksbelastingkantoor                                                            |
| 2211                            | Monument op de Algemene begraafplaats                                                            | militairen in dienst van het Koninkrijk der Nederlanden, 1940-1945, en na 1945             | Jean Huysmans                                                       |                   | begraafplaats/graf    | Tongerseweg, 6211 LT                        | Maastricht                     | 50° 50' 25" NB, 5° 39' 57" OL | Monument op de Algemene begraafplaats                                                            |
| 2212                            | Joods monument                                                                                   | vervolgden Nederland                                                                       |                                                                     |                   | gedenksteen           | Bogaardenstraat, 6211 SM                    | Maastricht-centrum             | 50° 51' 8" NB, 5° 41' 17" OL  | Joods monument                                                                                   |
| 2213                            | Plaquette in tuinpaviljoen (restant schoolkapel) in tuin voormalig Henric van Veldekecollege     | burgerslachtoffers (oud-leerlingen)                                                        |                                                                     | 29 oktober 1955   | plaquette             | Aylvalaan, 6212 BA                          | Maastricht-Villapark           | 50° 50' 25" NB, 5° 41' 25" OL |                                                                                                  |
| 2214                            | Monument op de Wilhelminabrug                                                                    | overig                                                                                     |                                                                     | 17 mei 1960       | plaquette             | Wilhelminabrug                              | Maastricht-centrum             | 50° 51' 7" NB, 5° 41' 45" OL  | Monument op de Wilhelminabrug                                                                    |
| 2215                            | Plaquette in de Mosa-fabriek                                                                     | algemeen, geallieerde militairen                                                           | Mosa                                                                |                   | plaquette             | Meerssenerweg, 6222 AE                      | Maastricht-Wyckerpoort         | 50° 51' 33" NB, 5° 42' 33" OL |                                                                                                  |
| 2234                            | Monument voor het Regiment Stoottroepen                                                          | militairen in dienst van het Koninkrijk der Nederlanden 1940-1945, Nederlands Verzet       | Charles Eyck                                                        | 30 mei 1952       | beeld/sculptuur       |                                             | Maastricht-Wyckerpoort         | 50° 52' 10" NB, 5° 43' 10" OL | Monument voor het Regiment Stoottroepen                                                          |
| 2235                            | Monument in de voormalige Tabaks- en Sigarenfabriek Gebr. Philips                                | overig                                                                                     |                                                                     |                   | plaquette             | Tongerseweg, 6211 LT                        | Maastricht                     | 50° 50' 25" NB, 5° 39' 57" OL | Monument in de voormalige Tabaks- en Sigarenfabriek Gebr. Philips                                |
| 2236                            | Monument in de Vereenigde Glasfabrieken N.V.                                                     | geallieerde militairen                                                                     | Baumann                                                             |                   | plaquette             | Nieuweweg 25, 6221 AA                       | Maastricht-Wyckerpoort         | 50° 51' 35" NB, 5° 42' 12" OL |                                                                                                  |
| 2237                            | Monument in het voormalige Jeanne d'Arc College                                                  | overig                                                                                     |                                                                     |                   | reliëf                | Grote Gracht, 6211 SR                       | Maastricht-Statenkwartier      | 50° 51' 3" NB, 5° 41' 15" OL  |                                                                                                  |
| 2238                            | Monument voor J.H. Lokerman                                                                      | verzet Nederland                                                                           |                                                                     |                   | reliëf                | Bogaardenstraat, 6211 SM                    | Maastricht-centrum             | 50° 51' 8" NB, 5° 41' 17" OL  |                                                                                                  |
| 2239                            | Tegeltableau in het Mosa-gebouw                                                                  | vervolgden Nederland                                                                       | Louis Pilet                                                         |                   | gedenksteen           | Meerssenerweg, 6222 AE                      | Maastricht-Wyckerveld          | 50° 51' 33" NB, 5° 42' 33" OL |                                                                                                  |
| 2240                            | Plaquette in het NS-station                                                                      | burgerslachtoffers                                                                         | Ir. H.G.J. Schelling (ontwerp), H.J. Winkelman (uitvoering)         |                   | plaquette             |                                             | Maastricht-Wyck                | 50° 50' 59" NB, 5° 41' 14" OL | Plaquette in het NS-station                                                                      |
| 2241                            | Monument in het vm. Trichtercollege                                                              | geallieerde militairen, overig                                                             |                                                                     |                   | overig                | Tongerseweg 135, 6213 GB                    | Maastricht                     | 50° 50' 30" NB, 5° 40' 10" OL |                                                                                                  |
| 2242                            | Herdenkingskruis                                                                                 | algemeen                                                                                   |                                                                     |                   | kruis                 | Molenweg, 6225 NB                           | Maastricht                     | 50° 51' 36" NB, 5° 44' 20" OL |                                                                                                  |
| 2243                            | Monument in Groeve de Schark                                                                     | geallieerde militairen, verzet Nederland                                                   | Charles Smitshuysen (plaquette, embleem), Eef Smitshuysen (embleem) | 24 december 1944  | overig                | Mergelweg, 6212 XA                          | Maastricht-Sint Pieter         | 50° 49' 44" NB, 5° 40' 32" OL | Monument in Groeve de Schark                                                                     |
| 2244                            | Monument Pro Patria                                                                              | burgerslachtoffers                                                                         | Charles Vos                                                         | 11 november 1949  | reliëf                | Raadhuisplein, 6226 GN                      | Maastricht-Heer                | 50° 50' 40" NB, 5° 43' 37" OL | Meer afbeeldingen                                                                                |
| 2245                            | Monument bij de Sint-Walburgakerk                                                                | militairen in dienst Koninkrijk der Nederlanden na 1945, burgerslachtoffers                | L. Ackermans                                                        | 14 december 1947  | gedenksteen           | Ambyerstraat-Noord 1, 6225 EA               | Maastricht-Amby                | 50° 50' 59" NB, 5° 41' 14" OL | Monument bij de Sint-Walburgakerk                                                                |
| 2246                            | Monument bij de grafkelder van de familie Schoenmaeckers                                         |                                                                                            |                                                                     |                   | gedenksteen           |                                             | Maastricht-Amby                | 50° 51' 49" NB, 5° 43' 59" OL | Monument bij de grafkelder van de familie Schoenmaeckers                                         |
| 2247                            | Oorlogsmonument                                                                                  | burgerslachtoffers                                                                         |                                                                     |                   | plaquette             | Kruisstraat, 6223                           | Maastricht-Wittevrouwenveld    | 50° 50' 10" NB, 5° 43' 30" OL |                                                                                                  |
| 2504                            | Monument aan de Hoogbrugstraat                                                                   | militairen in dienst van het Koninkrijk der Nederlanden, 1940-1945                         |                                                                     |                   | plaquette             | Hoogbrugstraat                              | Maastricht-Wyck                | 50° 50' 50" NB, 5° 42' 1" OL  | Monument aan de Hoogbrugstraat                                                                   |
| 2848                            | Verzetsmonument                                                                                  | algemeen                                                                                   | Marieken Verheyen                                                   | 10 mei 2006       | overig                | Memorielaan, 6226 DB                        | Maastricht                     | 50° 51' 6" NB, 5° 43' 32" OL  |                                                                                                  |
| 3112                            | Plaquette bij de Sint Servaasbrug                                                                | militairen in dienst van het Koninkrijk der Nederlanden, 1940-1945                         |                                                                     |                   | plaquette             | Maasboulevard                               | Maastricht-centrum             | 50° 50' 3" NB, 5° 41' 39" OL  | Plaquette bij de Sint Servaasbrug                                                                |
| 3710                            | Gedenkteken oorlogsslachtoffers kerkhof Limmel                                                   | vervolgden Nederland, verzet Nederland, burgerslachtoffers                                 |                                                                     | 1995              | gedenksteen           |                                             | Maastricht-Limmel              | 50° 52' 37" NB, 5° 41' 21" OL | Gedenkteken oorlogsslachtoffers kerkhof Limmel                                                   |
| 3733                            | Monument bij de Sint-Petrus-en-Pauluskerk                                                        |                                                                                            |                                                                     | 14 maart 2008     | plaquette             | Mgr. Vrankenplein 2, 6213 HL                | Maastricht-Wolder              | 50° 50' 5" NB, 5° 39' 16" OL  | Monument bij de Sint-Petrus-en-Pauluskerk                                                        |
| Dit oorlogsmonument op Wikidata | Monument voor joodse oorlogsslachtoffers                                                         | Maastrichtse joden die tijden de Tweede Wereldoorlog in vernietigingskampen zijn omgekomen | Appie Drielsma                                                      | 1993              | 12 bronzen plaquettes | Herdenkingsplein, 6211 PX                   | Maastricht-Kommelkwartier      |                               | Monument voor joodse oorlogsslachtoffers                                                         |
|                                 | naamloos                                                                                         | oorlogsslachtoffers; slachtoffers van dictaturen                                           |                                                                     |                   | boomstronk            | Herdenkingsplein, 6211 PX                   | Maastricht-Kommelkwartier      |                               | naamloos                                                                                         |
|                                 | Monument joodse kinderen                                                                         | Joodse kinderen die tijdens de Tweede Wereldoorlog in vernietigingskampen zijn omgekomen   |                                                                     |                   | hardstenen kubus      | Algemene Begraafplaats Tongerseweg, 6211 LT | Maastricht-Daalhof             |                               | Monument joodse kinderen                                                                         |
|                                 | Stolpersteine                                                                                    | vervolgden Nederland                                                                       | Gunter Demnig                                                       |                   | plaquette             | Zie Stolpersteine in Maastricht             | Maastricht                     |                               | Meer afbeeldingen                                                                                |
| Dit oorlogsmonument op Wikidata | Plaquette bij poortsculptuur (aanvankelijk geen oorlogsmonument) nabij Henric van Veldekecollege | bevrijders; deelnemers 'Conferentie van Maastricht', 7 december 1944                       |                                                                     | 2019 (1998)       | plaquette             | Aylvalaan, 6212 BA                          | Maastricht-Villapark           | 50° 50' 27" NB, 5° 41' 25" OL | Plaquette bij poortsculptuur (aanvankelijk geen oorlogsmonument) nabij Henric van Veldekecollege |
| Dit oorlogsmonument op Wikidata | Heilig Hartbeeld                                                                                 |                                                                                            |                                                                     |                   |                       | tegenover Ruyterstraat 24                   | Itteren                        | 50° 53' 56" NB, 5° 42' 2" OL  | Meer afbeeldingen                                                                                |
|                                 | Plaquette in de Capucijnengang                                                                   | alle slachtoffers van de Holocaust in Maastricht                                           | Maarten van den Berg                                                | oktober 2020      | plaquette             | Capucijnengang 2                            | Maastricht Statenkwartier      | 50° 51' 6" NB, 5° 41' 16" OL  | Meer afbeeldingen                                                                                |